# Tore Ruud Hofstad
Tore Ruud Hofstad (Eidsvoll, 9 agosto 1979) è un ex fondista norvegese, specialista della tecnica libera.

## Biografia
Hofstad debuttò in campo internazionale ai Mondiali juniores di Pontresina del 1998, ottenendo l'undicesimo posto nella 10 km a tecnica libera. Nella successiva edizione di Saalfelden 1999 fu argento nella 30 km a tecnica libera e nono nella 10 km a tecnica classica.
In Coppa del Mondo ha esordito il 16 febbraio 2000 nella 10 km a tecnica libera di Ulrichen (43°), ha ottenuto il primo podio il 2 marzo 2002 nella 15 km a tecnica libera di Lahti (3°) e la prima vittoria il 19 gennaio 2003 nella staffetta di Nové Město na Moravě.
In carriera ha preso parte a un'edizione dei Giochi olimpici invernali, Torino 2006 (5° nella staffetta) e a tre dei Campionati mondiali, vincendo sei medaglie.

## Palmarès

### Mondiali
- 6 medaglie:
  - 4 ori (staffetta a Val di Fiemme 2003; sprint a squadre, staffetta a Oberstdorf 2005; staffetta a Liberec 2009)
  - 1 argento (inseguimento a Val di Fiemme 2003)
  - 1 bronzo (15 km a Oberstdorf 2005)

### Mondiali juniores
- 1 medaglia:
  - 1 argento (30 km a Saalfelden 1999)

### Coppa del Mondo
- Miglior piazzamento in classifica generale: 31º nel 2007
- 14 podi (4 individuali, 10 a squadre):
  - 6 vittorie (1 individuale, 5 a squadre)
  - 4 secondi posti (2 individuali, 2 a squadre)
  - 4 terzi posti (1 individuale, 3 a squadre)

#### Coppa del Mondo - vittorie
| Data             | Luogo                | Paese     | Disciplina                                                                   |
| ---------------- | -------------------- | --------- | ---------------------------------------------------------------------------- |
| 19 gennaio 2003  | Nové Město na Moravě | Rep. Ceca | 4x10 km (con Anders Aukland, Frode Estil e Thomas Alsgaard)                  |
| 12 dicembre 2004 | Val di Fiemme        | Italia    | 4x10 km (con Jens Arne Svartedal, Odd-Bjørn Hjelmeset e Frode Estil)         |
| 20 marzo 2005    | Falun                | Svezia    | 4x10 km (con Jens Arne Svartedal, Odd-Bjørn Hjelmeset e Kristen Skjeldal)    |
| 27 novembre 2005 | Kuusamo              | Finlandia | 15 km TL                                                                     |
| 25 novembre 2007 | Beitostølen          | Norvegia  | 4x10 km (con Martin Johnsrud Sundby, Jens Arne Svartedal e Tor-Arne Hetland) |
| 23 novembre 2008 | Gällivare            | Svezia    | 4x10 km (con Martin Johnsrud Sundby, Eldar Rønning e Petter Northug)         |

Legenda:

TC = tecnica classica

TL = tecnica libera